# Sabino Barinaga
Sabino Barinaga Alberdi (Durango, Vizcaya; 15 de agosto de 1922 - Madrid; 19 de marzo de 1988) fue un futbolista y entrenador español. Desarrolló la mayor parte de su trayectoria deportiva en el Real Madrid Club de Fútbol, club al que debe sus mayores éxitos y reconocimientos y del que llegó a ser su máximo goleador histórico. Fue superado posteriormente por su excompañero de equipo Manuel Fernández Pahiño. Es considerado por muchos expertos, periodistas y aficionados como uno de los grandes referentes del fútbol español.
Es el autor del primer gol marcado, el 14 de diciembre de 1947, en el Estadio Santiago Bernabéu.

## Trayectoria

### Inicios en Inglaterra
Los inicios como jugador de Barinaga tuvieron lugar en Inglaterra, donde marchó como refugiado en el barco Habana junto a sus hermanos y otros niños vascos durante el transcurso de la guerra civil española. Allí jugó sus primeros partidos en el segundo equipo del Southampton Football Club, con el que disputó 13 partidos en los que anotó 62 goles.

### Sus años dorados en Madrid
Finalizada la contienda española regresó a Durango, su localidad natal. Recibió una oferta para incorporarse al Athletic de Bilbao, que sin embargo fue superada económicamente por otra del Madrid Foot-Ball Club, y que terminó por contratar ya comenzada la temporada 1939-40. Su debut en el campeonato de liga tuvo lugar el 28 de abril de 1940, precisamente en Bilbao.
Tras permanecer dos temporadas más en el equipo madrileño, fue cedido al Real Valladolid Club de Fútbol, de donde retornó para disputar la Copa del Generalísimo de 1943. El 13 de junio de 1943 marcó cuatro goles en la vuelta de semifinales ante el Fútbol Club Barcelona que acabó con una histórica goleada por 11 a 1, la más alta registrada en «el Clásico». Abandonó la disciplina madridista tras diez años en los que ganó dos Copas del Generalísimo y una Copa Eva Duarte, además de convertirse en el máximo goleador histórico del club con un total de 93 goles en 182 partidos, tras superar el anterior registro de Luis Regueiro.
Fue además el autor del primer gol conseguido en el Estadio Santiago Bernabéu, marcado en el partido inaugural que enfrentó el 14 de diciembre de 1947 a Real Madrid C. F. y Clube de Futebol Os Belenenses de Portugal, con victoria final madridista por 3-1.

### Últimos años y retirada
Tras su larga etapa en Madrid, en 1950 fichó por la Real Sociedad de Fútbol, para estar más cercano a su Durango natal en vistas a una cercana retirada. Como realista jugó tres temporadas en las que pudo seguir demostrando su valía hasta el iniciar la temporada 1953-54, donde no disputó ningún encuentro, y en el mes de octubre rescindió su contrato de mutuo acuerdo con la directiva, pensando en el retiro. Sin embargo su situación cambió radicalmente al recibir una llamada del Real Betis Balompié, entonces en Tercera División, que le sedujo sobremanera. Así, disputó dos temporadas con los béticos en los que logró el ascenso a la Segunda División en su primer curso. En Sevilla anotó 16 goles en 45 partidos antes de comenzar su etapa como entrenador.

## Dirección técnica
Tras dos años como jugador del Real Betis, y recién retirado con 32 años, dirigió esporádicamente a sus excompañeros en la Copa Andalucía. De allí pasó al Club Atlético Osasuna donde en 1957 comenzó una prolífica carrera como entrenador, que le llevó posteriormente a dirigir a: Real Oviedo, Club Deportivo Málaga, Club Atlético de Madrid, Valencia Club de Fútbol, Sevilla Fútbol Club, Club de Fútbol América, Real Club Deportivo Mallorca, FAR Rabat y Cádiz Club de Fútbol.
Además, entre 1971 y 1972 fue seleccionador de la selección de Marruecos.

## Estadísticas

### Clubes
Datos actualizados a fin de carrera deportiva. Resaltadas temporadas en calidad de cesión.
| Southampton F. C. "B" | 1938-39                   | Res.                      | 13  | 62  | Inexistentes | Inexistentes | Inexistentes | Inexistentes | 13  | 62  | 4.77 |
| Total club | Total club                | Total club                | 13  | 62  | 0            | 0            | 0            | 0            | 13  | 62  | 4.77 |
| Madrid F. C. | 1939-40                   | 1.ª                       | 1   | -   | 1            | -            | -            | -            | 2   | 0   | 0    |
| Real Madrid F. C. | 1940-41                   | 1.ª                       | 16  | 8   | -            | -            | Inexistentes | Inexistentes | 16  | 8   | 0.50 |
| Real Madrid C. F. | 1941-42                   | 1.ª                       | 2   | -   | -            | -            | Inexistentes | Inexistentes | 2   | 0   | 0    |
| Real Valladolid C. F. | 1941-42                   | 2.ª                       | -   | -   | 9            | 4            | Inexistentes | Inexistentes | 9   | 4   | 0.44 |
| Real Valladolid C. F. | 1942-43                   | 2.ª                       | 13  | 5   | 11           | 3            | Inexistentes | Inexistentes | 24  | 8   | 0.33 |
| Real Madrid C. F. | 1942-43                   | 1.ª                       | -   | -   | 5            | 5            | Inexistentes | Inexistentes | 5   | 5   | 1.00 |
| Real Madrid C. F. | 1943-44                   | 1.ª                       | 24  | 20  | 1            | 1            | Inexistentes | Inexistentes | 25  | 21  | 0.84 |
| Real Madrid C. F. | 1944-45                   | 1.ª                       | 24  | 18  | 4            | 1            | Inexistentes | Inexistentes | 28  | 19  | 0.68 |
| Real Madrid C. F. | 1945-46                   | 1.ª                       | 18  | 7   | 9            | 7            | Inexistentes | Inexistentes | 27  | 14  | 0.52 |
| Real Madrid C. F. | 1946-47                   | 1.ª                       | 17  | 4   | 9            | 4            | Inexistentes | Inexistentes | 26  | 8   | 0.31 |
| Real Madrid C. F. | 1947-48                   | 1.ª                       | 21  | 7   | -            | -            | Inexistentes | Inexistentes | 21  | 7   | 0.33 |
| Real Madrid C. F. | 1948-49                   | 1.ª                       | 16  | 4   | 2            | 2            | -            | -            | 18  | 6   | 0.33 |
| Real Madrid C. F. | 1949-50                   | 1.ª                       | 10  | 2   | 2            | 3            | -            | -            | 12  | 5   | 0.42 |
| Total Real Madrid C. F. | Total Real Madrid C. F.   | Total Real Madrid C. F.   | 149 | 70  | 33           | 23           | 0            | 0            | 182 | 93  | 0.51 |
| Real Sociedad | 1950-51                   | 1.ª                       | 24  | 10  | 5            | 4            | -            | -            | 29  | 15  | 0.52 |
| Real Sociedad | 1951-52                   | 1.ª                       | 19  | 5   | 3            | 2            | -            | -            | 22  | 7   | 0.32 |
| Real Sociedad | 1952-53                   | 1.ª                       | 14  | 8   | 2            | -            | -            | -            | 16  | 8   | 0.50 |
| Total Real Sociedad | Total Real Sociedad       | Total Real Sociedad       | 57  | 23  | 10           | 6            | 0            | 0            | 67  | 29  | 0.43 |
| Real Betis Balompié | 1953-54                   | 3.ª                       | 24  | 10  | -            | -            | -            | -            | 24  | 10  | 0.42 |
| Real Betis Balompié | 1954-55                   | 2.ª                       | 21  | 6   | -            | -            | -            | -            | 21  | 6   | 0.29 |
| Total Real Betis Balompié | Total Real Betis Balompié | Total Real Betis Balompié | 45  | 16  | 10           | 6            | 0            | 0            | 45  | 16  | 0.36 |
| Total carrera | Total carrera             | Total carrera             | 277 | 176 | 63           | 36           | 0            | 0            | 340 | 212 | 0.62 |
| (1) Incluye datos de la Copa del Generalísimo (1939-54); Promoción de ascenso a Primera División con el Real Valladolid C. F. (1942-43). (2) Sin apariciones: Campeonato Regional (1939-40); Copa Latina (1948-55). (3) No incluye goles en partidos amistosos. |                           |                           |     |     |              |              |              |              |     |     |      |

### Entrenador
| Club                   | País                   | Años      |
| ---------------------- | ---------------------- | --------- |
| Osasuna                | España                 | 1957-1959 |
| Real Betis             | España                 | 1959-1960 |
| Real Oviedo            | España                 | 1960-1961 |
| CD Málaga              | España                 | 1962-1963 |
| Atlético de Madrid     | España                 | 1963-1964 |
| Valencia CF            | España                 | 1965-1966 |
| Sevilla FC             | España                 | 1966-1967 |
| Real Betis             | España                 | 1967-1968 |
| América de México      | México                 | 1968-1969 |
| RCD Mallorca           | España                 | 1969-1970 |
| FAR Rabat              | Marruecos              | 1970-1971 |
| Selección de Marruecos | Selección de Marruecos | 1971-1972 |
| FAR Rabat              | Marruecos              | 1973-1974 |
| Real Oviedo            | España                 | 1973-1974 |
| Cádiz CF               | España                 | 1974-1976 |
| Real Oviedo            | España                 | 1977-1978 |
| FAR Rabat              | Marruecos              | 1980-1982 |

## Títulos

### Como jugador
- 2 Copas del Generalísimo: 1946 y 1947 (Real Madrid)
- 1 Copa Eva Duarte: 1947 (Real Madrid)

### como entrenador
- 1 Copa de Marruecos: 1971 (FAR Rabat)